# Halowe Mistrzostwa Świata w Lekkoatletyce 2022 – bieg na 1500 m mężczyzn
Bieg na 1500 metrów mężczyzn – jedna z konkurencji biegowych rozgrywanych podczas halowych lekkoatletycznych mistrzostw świata w Štark Arena w Belgradzie.
Tytułu mistrzowskiego z 2018 broni Etiopczyk Samuel Tefera.

## Terminarz
| Data     | Godzina |            |
| -------- | ------- | ---------- |
| 19 marca | 12:15   | Eliminacje |
| 20 marca | 18:35   | Finał      |

## Rekordy
W poniższej tabeli przedstawiono (według stanu przed rozpoczęciem mistrzostw) halowe rekordy świata, poszczególnych kontynentów, halowych mistrzostw świata oraz najlepszy wynik na listach światowych w 2022.
|                                   | Zawodnik           | Wynik   | Miejsce      | Data                |
| --------------------------------- | ------------------ | ------- | ------------ | ------------------- |
| Halowy rekord świata              | Jakob Ingebrigtsen | 3:30,60 | Liévin       | 17 lutego 2022(dts) |
| Rekord halowych mistrzostw świata | Haile Gebrselassie | 3:33,77 | Maebashi     | 7 marca 1999(dts)   |
| Halowy rekord Afryki              | Samuel Tefera      | 3:31,04 | Birmingham   | 16 lutego 2019(dts) |
| Halowy rekord Ameryki Południowej | Federico Bruno     | 3:38,03 | Sabadell     | 8 lutego 2022(dts)  |
| Halowy rekord Ameryki Północnej   | Bernard Lagat      | 3:33,34 | Fayetteville | 11 lutego 2005(dts) |
| Halowy rekord Australii i Oceanii | Oliver Hoare       | 3:32,35 | Nowy Jork    | 13 lutego 2021(dts) |
| Halowy rekord Azji                | Belal Mansoor Ali  | 3:36,28 | Sztokholm    | 20 lutego 2007(dts) |
| Halowy rekord Europy              | Jakob Ingebrigtsen | 3:30,60 | Liévin       | 17 lutego 2022(dts) |
| Listy światowe                    | Jakob Ingebrigtsen | 3:30,60 | Liévin       | 17 lutego 2022(dts) |

## Wyniki
| WR – rekord świata \| CR – rekord mistrzostw świata \| NR – rekord kraju \| AR – rekord kontynentu \| WL – najlepszy wynik na listach światowych w sezonie 2022 \| SB – najlepszy wynik w sezonie \| PB – rekord życiowy |

### Eliminacje
Awans: Dwóch najlepszych z każdego biegu (Q) oraz czterech z najlepszymi czasami wśród przegranych (q).
Źródło: World Athletics.
| Pozycja | Bieg | Zawodnik           | Reprezentacja     | Czas    | Uwagi |
| ------- | ---- | ------------------ | ----------------- | ------- | ----- |
| 1.      | 3    | Samuel Tefera      | Etiopia           | 3:37,05 | Q     |
| 2.      | 3    | Pietro Arese       | Włochy            | 3:37,31 | Q,    |
| 3.      | 3    | Isaac Nader        | Portugalia        | 3:37,60 | q     |
| 4.      | 4    | Abel Kipsang       | Kenia             | 3:37,67 | Q     |
| 5.      | 1    | Teddese Lemi       | Etiopia           | 3:38,25 | Q     |
| 6.      | 1    | Jakob Ingebrigtsen | Norwegia          | 3:38,42 | Q     |
| 7.      | 4    | Oliver Hoare       | Australia         | 3:38,43 | Q     |
| 8.      | 1    | Joshua Thompson    | Stany Zjednoczone | 3:38,61 | q     |
| 9.      | 1    | Michał Rozmys      | Polska            | 3:38,61 | q,    |
| 10.     | 3    | Sam Prakel         | Stany Zjednoczone | 3:38,69 | q,    |
| 11.     | 3    | Federico Bruno     | Argentyna         | 3:39,34 |       |
| 12.     | 4    | Abdelatif Sadiki   | Maroko            | 3:39,38 |       |
| 13.     | 1    | Ismael Debjani     | Belgia            | 3:39,47 |       |
| 14.     | 4    | Cameron Proceviat  | Kanada            | 3:40,47 |       |
| 15.     | 4    | Andrew Coscoran    | Irlandia          | 3:40,53 |       |
| 16.     | 2    | Neil Gourley       | Wielka Brytania   | 3:42,79 | Q     |
| 17.     | 2    | Robert Farken      | Niemcy            | 3:43,10 | Q     |
| 18.     | 1    | Saúl Ordóñez       | Hiszpania         | 3:43,67 |       |
| 19.     | 2    | Ignacio Fontes     | Hiszpania         | 3:43,75 |       |
| 20.     | 1    | Luke McCann        | Irlandia          | 3:44,03 |       |
| 21.     | 2    | Charles Grethen    | Luksemburg        | 3:44,87 |       |
| 22.     | 2    | Eric Nzikwinkunda  | Burundi           | 3:46,02 | SB    |
| 23.     | 3    | Jack Anstey        | Australia         | 3:46,68 |       |
| 24.     | 3    | George Mills       | Wielka Brytania   | 3:47,41 |       |
| 25.     | 2    | Abdelati El Guesse | Maroko            | 3:47,43 |       |
| 26.     | 4    | Simas Bertašius    | Litwa             | 3:48,48 |       |
| 27.     | 4    | Abraham Guem       | Sudan Południowy  | 3:48,82 | NR    |
| 28.     | 2    | Nesim Amsellek     | Włochy            | 3:55,51 |       |
| 29.     | 2    | Gaylord Silly      | Seszele           | 3:57,16 | SB    |
| 30.     | 4    | Alaa Algorni       | Libia             | 3:59,50 | PB    |